# カンポザンピエーロ
カンポザンピエーロ（伊: Camposampiero）は、イタリア共和国ヴェネト州パドヴァ県にある、人口約12,000人の基礎自治体（コムーネ）。

## 地理

### 位置・広がり

#### 隣接コムーネ
隣接するコムーネは以下の通り。
- ボルゴリッコ
- ロレッジャ
- マッサンザーゴ
- ピオンビーノ・デーゼ
- サン・ジョルジョ・デッレ・ペルティケ
- サンタ・ジュスティーナ・イン・コッレ
- トレバゼーレゲ

### 気候分類・地震分類
カンポザンピエーロにおけるイタリアの気候分類 (it) および度日は、zona E, 2431 GGである。
また、イタリアの地震リスク階級 (it) では、zona 3 (sismicità bassa) に分類される。

## 姉妹都市
- Jasło、ポーランド 2002年